# Удальцова, Зинаида Владимировна
Зинаи́да Влади́мировна Удальцо́ва (урожд. Мыльцына; 5 марта 1918, Кисловодск, Кавказская губерния — 29 сентября 1987, Баку) — советский историк-медиевист. Специалист в области византиноведения, славяноведения и истории поздней античности. Член-корреспондент АН СССР (1976).
Доктор исторических наук (1961), профессор (1968), заведующая кафедрой истории средних веков МГУ. Директор Института всеобщей истории АН СССР (1980—1987).

## Биография
Родилась в Кисловодске 5 марта 1918 года в семье местного землевладельца Владимира Амвросиевича Мыльцына.
В 1940 году окончила исторический факультет МГУ, в 1945 году — аспирантуру.
Преподавала в Заочной высшей партийной школе при ЦК ВКП(б) (1945—1949).
С 1946 года работала на кафедре истории средних веков МГУ. В 1968 году была утверждена в звании профессора по специальности «всеобщая история». Преподавала в МГУ на протяжении около сорока лет (1946—1986).
Работала в Институте славяноведения (1947—1949).
С 1949 года научный сотрудник сектора истории Византии Института истории АН СССР, в 1959 (и. о. до 1961) — 1968 годах возглавляла данный сектор (как отмечают, являясь ученицей своего предшественника во главе данного сектора, академика Евгения Алексеевича Косминского и находясь с ним в доверительных отношениях, З. В. Удальцова ещё до своего назначение во главе сектора сосредоточивает в своих руках фактическое руководство группой, которой являлся до 1955 года этот сектор — и занималась организационной работой по преобразовании группы в сектор). В 1968—1970 годах заведующая сектором истории Византии Института славяноведения и балканистики АН СССР. В 1970—1980 годах заведующая сектором истории Византии Института всеобщей истории АН СССР, а с 1980 по 1987 год возглавляла Институт.
Возглавляла также ассоциацию византинистов СССР, а в 1976 году была избрана вице-президентом Международной ассоциации византинистов, являлась членом научных обществ, представляла советскую науку на конференциях и конгрессах.
В 1978—1983 годах — председатель Российского палестинского общества.
Иностранный член Саксонской академии наук в Лейпциге (ГДР, 1982).
Умерла в 1987 году в Баку. Похоронена в Москве на Ваганьковском кладбище.

## Научные труды
Автор свыше 300 научных публикаций, посвящённых разным аспектам истории Византии: экономике, аграрному и городскому строю, социально-политической эволюции этой страны, идейной и культурной жизни.
Инициатор, ответственный редактор и автор ряда коллективных трудов по истории Византии (История Византии: в 3 т. М., 1967; Культура Византии. Т. 1. М., 1984; Т. 2. М., 1989), ответственный редактор печатного органа советских византинистов — «Византийского временника». Как византинист участвовала в качестве одного из авторов в нескольких изданиях учебника по истории средних веков для университетов.
Занималась разработкой ряда теоретических проблем европейского феодализма, в частности проблемы типологизации и развития феодализма в Европе. Под её руководством в качестве ответственного редактора и при её активном участии был опубликован коллективный труд Института истории АН СССР — трёхтомная «История крестьянства в Европе» (1985—1986). Являлась членом редколлегии сборника «Средние века».
Как отмечают, она чтила завет своего учителя Е. А. Косминского, предостерегавшего от «излишней специализации». И даже тяготела к обобщениям, призывала к созданию масштабных трудов, поощряла отказ от мелкотемья и «узости частных исследований по малозначительным вопросам».
По оценке крупного византиниста С. А. Иванова, Удальцова «была глубоко партийным, коммунистическим, начальственным человеком. Она была сначала заведующим сектором Византии, потом стала директором Института всеобщей истории. Она была, разумеется, цербером, идеологическим надсмотрщиком, разумеется, то, что она писала, не имеет никакой научной ценности». Иванов утверждает, что исходившие от Удальцовой отказы А. П. Каждану в командировках стали одной из причин его эмиграции. Вместе с тем, как отмечает Иванов, Удальцова покровительствовала С. С. Аверинцеву, несмотря на нестандартность (для советского времени) его подходов и обращение к религиозной тематике, а идеологический контроль с её стороны был скорее поверхностным, она не «выискивала крамолу в чужих писаниях».

## Семья
До войны была несколько лет замужем за сокурсником по историческому факультету МГУ И. И. Удальцовым, впоследствии историком и дипломатом.
В эвакуации встретилась с М. А. Алпатовым, историком и писателем, ставшим её вторым мужем.
Их сын — лингвист В. М. Алпатов (род. в 1945).

## Награды
- Орден Трудового Красного Знамени (1975)
- Орден «Знак Почёта» (1981)
- Государственная премия СССР (1987, посмертно) — за участие в создании 13-томной «Всемирной истории»
- Государственная премия РФ в области науки и техники (1996, посмертно) — за участие в создании монографии «Культура Византии IV—XV веков» в трёх томах.

## Основные работы
- Удальцова З. В. Италия и Византия в VI в. — М.: Изд-во АН СССР, 1959. — 547 с. — 1700 экз.
- Удальцова З. В. Советское византиноведение за 50 лет. — М.: Наука, 1969. — 362 с.
- Удальцова З. В. Идейно-политическая борьба в ранней Византии (по данным историков IV—VII вв.). — М.: Наука, 1974. — 352 с.
- Удальцова З. В. Византийская культура / Отв. ред. д-р ист. наук Е. В. Гутнова. — М.: Наука, 1988. — 289, [16] с. — (Из истории мировой культуры). — 50 000 экз. — ISBN 5-02-008917-6. (в пер.)